# Hitachiōta
Hitachiōta (常陸太田市, Hitachiōta-shi) est une ville située dans la préfecture d'Ibaraki, sur l'île de Honshū, au Japon.

## Géographie

### Localisation
Hitachiōta est située dans le nord de la préfecture d'Ibaraki, à environ 20 km au nord de la vile de Mito.

### Municipalités limitrophes
| Yamatsuri    | Hanawa     | Takahagi |
| Daido        | Hitachiōta | Hitachi  |
| Hitachiōmiya | Naka       | Hitachi  |

### Démographie
En avril 2021, la population de Hitachiōta était de 47 439 habitants répartis sur une superficie de 371,99 km2.

### Hydrographie
La ville est bordée par le fleuve Kuji au sud.

## Histoire
Le bourg moderne de Hitachiōta a été créé le 1er avril 1889. Il a acquis le statut de ville en 1954. Le 1er décembre 2004, le bourg de Kanasagō et les villages de Satomi et Suifu sont intégrés à Hitachiōta.

## Transports
Hitachiōta est desservie par la ligne Suigun de la JR East.

## Jumelage
Hitachiōta est jumelée avec :
- La Trinidad (Philippines),
- Akita (Japon),
- Ushiku (Japon).

La ville entretient des liens d'amitié avec :
- Yuyao (Chine),
- Hunchun (Chine),
- Semboku (Japon).